# Népességföldrajz
A népességföldrajz a társadalomföldrajz egyik ága, mely egy adott földrajzi területen élő népesség jellemzőinek időbeli és térbeli változásaival foglalkozik. A népességföldrajz vizsgálja a népesség számának alakulását, a népesség eloszlásában és mozgásában fellelhető szabályszerűségeket, valamint a népesség összetételét.

## Kialakulása, története
A népesség térbeli megoszlása már korán felkeltette a geográfusok figyelmét. A korai leírásokban még szorosan keveredtek a néprajzi, antropológiai, demográfiai adatok és elemzések. A 19. század második felében zajlott le a geográfia tudományának differenciálása és sorra megerősödtek a tudományterületek, köztük a népességföldrajz is. A 20. század második felére a népességföldrajz a társadalomföldrajz egyik vezető ágává vált. A módszertan egyre egzaktabbá, szisztematikusabbá vált és így igazi modern tudományág fejlődött ki.
A 20. század második felében kezdtek felerősödni olyan globális problémák (pl: éhezés, etnikai konfliktusok, túlnépesedés, elnéptelenedés), melyek a népességföldrajz vizsgálati tárgyát képezték. Ezen folyamatok mögött mind népesedéssel összefüggő okok húzódnak meg, így egyre nagyobb szerepet kap napjainkban ez a tudományterület.

## Tárgya, rokontudományai
A népességföldrajz számos rokontudományra támaszkodik, ezek közül a legfontosabb a demográfia, mely a népesség számát, összetételét és ezek változásait vizsgáló tudomány. Fontos rokontudomány még a statisztika, hiszen a népességföldrajz vizsgálataihoz szükséges adatokat a statisztikai mérések szolgáltatják. Fontos szerepet játszott a népességföldrajz fejlődésében az antropológia, mely az emberiség származásával és fejlődésével foglalkozik. Rokontudomány még a néprajz is, vagy más néven etnográfia. Viszonylag új a népességföldrajz és a szociológia kapcsolata.